# Blommersia blommersae
Blommersia blommersae är en groddjursart som först beskrevs av Jean Guibé 1975.  Blommersia blommersae ingår i släktet Blommersia och familjen Mantellidae. IUCN kategoriserar arten globalt som livskraftig. Inga underarter finns listade.

## Bildgalleri

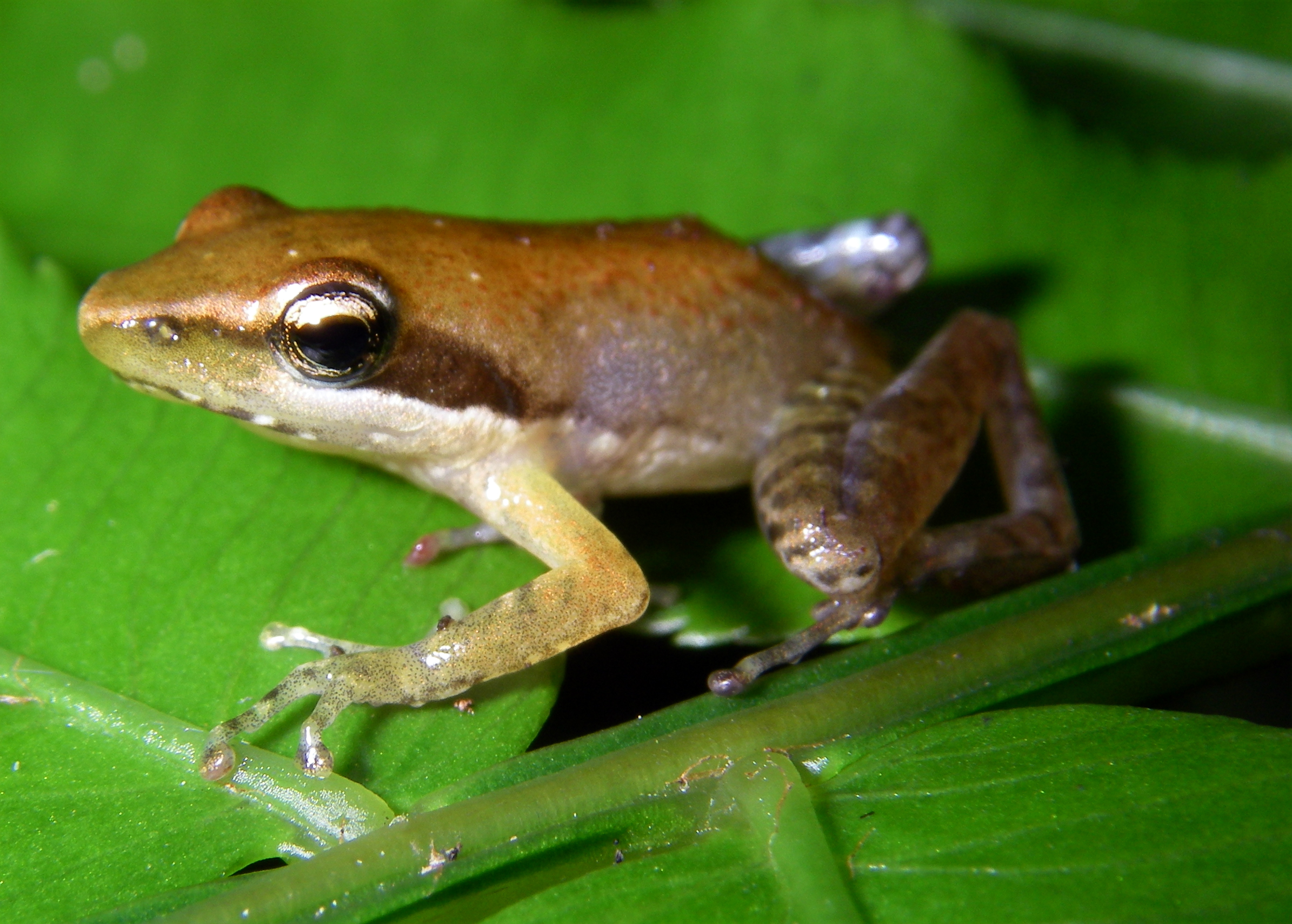